# Municipio de Reedy Creek
El municipio de Reedy Creek (en inglés: Reedy Creek Township) es un municipio ubicado en el  condado de Davidson en el estado estadounidense de Carolina del Norte. En el año 2010 tenía una población de 5.088 habitantes.

## Geografía
El municipio de Reedy Creek se encuentra ubicado en las coordenadas 35°54′57.99″N 80°19′51.81″O / 35.9161083, -80.3310583.